# Gore, Québec
Gore är en kommun av typen kanton (municipalité de canton) i provinsen Québec i Kanada. Den ligger i regionen Laurentides, i den sydöstra delen av landet, 120 km öster om huvudstaden Ottawa. Antalet invånare var 2 283 vid folkräkningen 2021. Landarean är 90 kvadratkilometer.
Kommunen är officiellt tvåspråkig (franska och engelska), med 79 % fransktalande och 20 % engelsktalande (modersmålstalare) vid folkräkningen 2021.